# Emil von Webern (General, 1790)
Karl Emil von Webern (* 2. Februar 1790 in Gerthausen; † 4. April 1878 in Berlin) war ein preußischer Generalleutnant, Militärschriftsteller sowie Herr auf Gerthausen, welches er 1842 verkaufte.

## Leben

### Herkunft
Emil war der Sohn des Johann Karl Heinrich von Webern (1749–1829) und dessen Ehefrau Wilhelmine Elisabeth Friederike, geborene von Hanstein (1768–1831). Sein Vater war hessen-kasselscher Generalmajor, Generalinspekteur der Garde und hatte den Amerikanischen Unabhängigkeitskrieg mitgemacht. Daneben war er Besitzer des landtagsfähigen Rittergutes Gerthausen. Elf der 31 Abgeordneten des Landtags von Sachsen-Weimar-Eisenach wurden von den etwas über 100 Rittergutsbesitzern (darunter von Webern) gewählt.

### Militärkarriere
Webern besuchte die Pagenschule in Kassel und trat 1801 als Junker in die hessen-kasselsche Armee ein. Bis Ende September 1805 avancierte er zum Sekondeleutnant. Nach dem Vierter Koalitionskrieg und dem Frieden von Tilsit wurde Hessen-Kassel in das neuerrichtete Königreich Westphalen integriert. Webern trat daraufhin am 3. Dezember 1807 als Sekondeleutnant in das 3. Infanterie-Regiment der Westphälischen Armee ein und nahm mit dem Verband an den Napoleonischen Kriegen auf der Iberischen Halbinsel teil. Bei der Belagerung bei Gerona wurde er schwer verwundet. Nach seiner Genesung nahm Webern an den Gefechten bei Ponte Major, Esculade sowie Banolas teil und wurde mit dem Orden der Westphälischen Krone ausgezeichnet. Am 10. November 1809 wurde er in Spanien zum Hauptmann im 7. Linien-Regiment befördert.
Von Spanien marschierte er nach Russland, um während des Feldzuges 1812 an den Schlachten bei Smolensk, Borodino und
Krasnoi teilzunehmen. Als Ordonnanz des Generals Gouvion Saint-Cyr erhielt Webern auf dessen Vorschlag das Kreuz des französischen Ehrenlegion. Auf dem Rückzug geriet er mit drei Kameraden, den späteren Generalen Elderhorst, Schirmer und Ludovici bei Küstrin in Kriegsgefangenschaft.
Daraufhin trat Webern am 21. Dezember 1813 in die Preußische Armee über und wurde als Stabskapitän beim Gouvernement Münster angestellt. Im Februar 1814 kam er zum 3. Elb-Landwehr-Infanterie-Regiment und wurde Mitte März 1814 dem 1. Reserve-Infanterie-Regiment aggregiert. Webern nahm während der Befreiungskriege an der Belagerung von Erfurt teil. Am 31. März 1815 folgte seine Versetzung als Kapitän und Kompaniechef in das 29. Infanterie-Regiment. In dieser Eigenschaft nahm er Mitte Juni 1815 an der Schlacht bei Ligny teil, wurde verwundet und mit dem Eisernen Kreuz II. Klasse ausgezeichnet.
Am 14. April 1829 wurde er zum Major befördert und am 19. Dezember 1832 als Kommandeur des Füsilier-Bataillons in das 17. Infanterie-Regiment nach Wesel versetzt. Als Oberstleutnant beauftragte man ihn am 25. März 1841 mit der Führung des 20. Landwehr-Regiments in Berlin. Zugleich war er ab Ende Oktober 1841 auch als Mitglied der Kommission zur Überarbeitung des Exerzierreglements für die Infanterie unter dem Vorsitz des Prinzen von Preußen tätig. Auch traf er Königin Elisabeth, die Webern mit einigen Wohltätigkeitsaktionen betraute. Dadurch kam er zu seinem Spitznamen „Almosenier“. Am 13. Januar 1842 wurde er zum Regimentskommandeur ernannt, Anfang April 1842 zum Oberst befördert sowie Mitte September 1843 mit dem Johanniterorden ausgezeichnet. Vom 24. Juli 1847 bis zum 10. April 1848 war Webern Kommandeur der 5. Landwehr-Brigade in Frankfurt (Oder) und anschließend der 6. Landwehr-Brigade. Dort wurde er am 10. Mai 1848 zum Generalmajor befördert. Als solcher kam er am 2. Mai 1849 als Kommandeur zu einer Infanteriebrigade bei der 2. kombinierten Division bei Halle. Während der Niederschlagung der Badischen Revolution führte Webern die 2. Division in den Gefechten bei Kuppenheim, Muggensturm und Iffezheim. Am 15. September 1849 wurde er wieder Kommandeur der 6. Infanterie-Brigade in Brandenburg an der Havel und kurz darauf mit dem Roten Adlerorden II. Klasse mit Schwertern und Eichenlaub ausgezeichnet. Daran schloss sich ab dem 12. Oktober 1849 eine Verwendung als Kommandeur der 3. Infanterie-Brigade an, bis Webern am 6. Februar 1852 seinen Abschied mit Pension nahm.
Nach seiner Verabschiedung wurde Webern Vorstand der Militärischen Gesellschaft und am 19. April 1856 zum Mitglied der General-Ordens-Kommission berufen. In dieser Stellung erhielt er am 6. Mai 1856 den Charakter als Generalleutnant. Am 10. Mai 1862 wurde er von seinen Verhältnis als Mitglied der Kommission entbunden. In Würdigung seiner langjährigen Verdienste verlieh ihm König Friedrich Wilhelm IV. anlässlich des Ordensfestes im Januar 1863 den Roten Adlerorden I. Klasse mit Eichenlaub und Schwertern am Ringe. Er starb am 4. April 1878 in Berlin.
Sein Regimentskommandeur Oberst von Holleben schrieb 1835: „Ausgezeichnet in jeder Beziehung, als gebildeter Soldat, als Führer und als Mensch. Sein untergebenes Füsilierbataillon erfreute sich noch in diesem Jahre einer besonders lobenden Anerkennung des Kommandierenden Herren Generals. Major von Webern ist aber auch der wahre Meister und Führer seines Bataillons, der mit vollkommener Sachkenntnis und einem unermüdlichen Eifer die Bildung desselben betrieb. In den Wintermonaten hält er seinen Offizieren Vorträge über militärische Gegenstände, an welche sich viele in der Garnison anschließen. So anspruchlos Major von Webern bei allen diesen vorzüglichen Eigenschaften ist, so möchte ich, sein Kommandeur, für ihn ganz besondere Ansprüchen, und zwar zum Besten des Dienstes mir zu machen erlauben, nämlich, daß er bald für einen höheren Wirkungskreis berufen werde.“

### Schriften
Webern war Mitarbeiter und bis 1861 auch in der Leitung der Zeitschrift für Wissenschaft, Kunst und Geschichte des Krieges, die Ende 1861 mit Band 113 eingestellt wurde.
- Erinnerungen eines alten Soldaten. In: Zeitschrift für Wissenschaft, Kunst und Geschichte des Krieges. Band 105–112.
- Felix Mendelssohn Bartholdy. Aus den Erinnerungen des Generalleutnants Karl Emil von Webern (Mitgeteilt von Emil von Webern). In: Die Musik. Halbmonatsschrift mit Bildern und Noten. Jg. 12 (1912/1913), Heft 20 (Zweites Juli-Heft), S. 67–94 (online bei Internet Archive).

### Familie
Webern heiratete am 15. März 1817 in Schönstadt Ida Milchling von und zu Schönstadt (1793–1881). Das Paar hatte mehrere Kinder:
- Raimund Otto Karl (* 18. Januar 1818 in Thionville;[4] † 5. Mai 1891 in Kassel), Leutnant a. D.[5]
- Maria Ida (* 1820), Stiftsdame in Schaaken
- Emil (3. Mai 1822 in Saarlouis;[6] † 1910), preußischer Generalleutnant ⚭ 1852 Anna von Strachwitz (* 1832)[7]